# DHB-Pokal der Frauen 1989/90
Der DHB-Pokal der Frauen 1989/90 war die 16. Austragung des Handballpokalwettbewerbs der Frauen. Im Finale, das aus Hin- und Rückspiel bestand, verteidigte der TV Lützellinden, der sich gegen den Buxtehuder SV durchsetzte, seinen Titel aus dem Vorjahr erfolgreich und ging zum zweiten Mal als Sieger hervor. Nachdem Lützellinden das Double aus Meisterschaft und Pokalsieg wie im Vorjahr gelang, qualifizierte sich der unterlegende Pokalfinalist Buxtehude für den Europapokal der Pokalsieger 1990/91, wo sie bis ins Halbfinale vordrangen.

## Modus
Es traten insgesamt 52 Mannschaften aus der Bundesliga, der 2. Bundesliga, der Regionalliga (3. Liga) und der Oberliga (4. Liga) im K.-o.-System gegeneinander an, wobei die zehn Mannschaften der vorherigen Saison aus dem Oberhaus (Bundesliga) erst zur zweiten Runde in den Wettbewerb einstiegen. In den ersten zwei Runden wurde das Teilnehmerfeld nach territorialen Gesichtspunkten in Gruppe Nord und Süd unterteilt. Danach ging es einheitlich weiter und es erfolgte die weitere Ausspielung in Achtel-, Viertel und Halbfinale sowie einem Finale, das aus Hin- und Rückspiel bestand.

## 1. Hauptrunde
An der 1. Hauptrunde nahmen folgende 43 Mannschaften teil, die hier nach ihrer Ligazugehörigkeit während der Saison 1989/90 aufgelistet sind.
 Gespielt wurde vom 28. Oktober bis 5. November 1989.
| Bundesliga                                                                     | 2. Bundesliga | Regionalliga | Oberliga |
| - Buxtehuder SV - VfL Neckargartach - TuS Alstertal - TSV Tempelhof-Mariendorf | Staffel Nord - SC Germania List - SG Olympia Brühl - Turnerbund Hamburg-Eilbeck - SV Süd Braunschweig - MSV Duisburg - Holstein Kiel - TuS Walle Bremen - Hastedter TSV - SG Dülken - Berliner TSV 1850 Staffel Süd - DJK Würzburg - TV Mainzlar - TSV Rot-Weiß Auerbach - DJK SC Schwarz-Weiß Wiesbaden - DJK St. Michael Marpingen - VfB Gießen - TSF Ludwigsfeld - TSV Germania Malsch - SG Kleenheim | Nord - Hamburger Turnerschaft von 1816 - TSV Nord Harrislee - Eimsbütteler TV - SV Hellern 1924 Berlin - ASC Spandau West - SC Greven 09 - OSC 04 Rheinhausen - Bayer 05 Uerdingen - 1. FC Köln Südwest - TV Nußdorf - SC Lerchenberg - TV Pirmasens 1863 - HC Gonsenheim Süd - TSV Weilimdorf - TV Echterdingen - Frisch Auf Göppingen | Oberliga Niederrhein - Ohligser TV Oberliga Württemberg - TSB 1847 Ravensburg - TV Nellingen Oberliga Bayern Nord - TSV Pyrbaum |

### Gruppe Nord
| Datum                 | Heimmannschaft                  | Ergebnis    | Gastmannschaft      |
| --------------------- | ------------------------------- | ----------- | ------------------- |
| Sa, 28.10., 16:00 Uhr | TuS Walle Bremen                | 28:20       | Hastedter TSV       |
| Sa, 28.10., 16:30 Uhr | Holstein Kiel                   | 19:33       | Buxtehuder SV       |
| Sa, 28.10., 17:00 Uhr | TSV Nord Harrislee              | 19:15       | Eimsbütteler TV     |
| Sa, 28.10., 17:00 Uhr | Turnerbund Hamburg-Eilbeck      | 15:25       | TuS Alstertal       |
| Sa, 28.10., 19:30 Uhr | SG Dülken                       | 24:11       | SC Greven 09        |
| Sa, 28.10., 20:00 Uhr | Berliner TSV 1850               | 18:20 n. V. | MSV Duisburg        |
| So, 29.10., 11:30 Uhr | Hamburger Turnerschaft von 1816 | 17:20       | SV Süd Braunschweig |
| So, 29.10., 15:30 Uhr | OSC 04 Rheinhausen              | 08:16       | SC Germania List    |
| So, 29.10., 16:30 Uhr | 1. FC Köln                      | 18:60       | Bayer 05 Uerdingen  |
| So, 29.10., 17:00 Uhr | Ohligser TV                     | 17:18       | SV Hellern 1924     |
| Freilos:              | SG Olympia Brühl 1              |             |                     |

### Gruppe Süd
| Datum                 | Heimmannschaft           | Ergebnis    | Gastmannschaft                |
| --------------------- | ------------------------ | ----------- | ----------------------------- |
| Sa, 28.10., 19:30 Uhr | TSV Germania Malsch      | 19:23       | DJK Würzburg                  |
| Sa, 28.10., 19:30 Uhr | SG Kleenheim             | 14:18       | DJK SC Schwarz-Weiß Wiesbaden |
| Sa, 28.10., 20:00 Uhr | TSV Weilimdorf           | 12:11 n. V. | Frisch Auf Göppingen          |
| So, 29.10., 11:00 Uhr | ASC Spandau              | 17:60       | TV Pirmasens 1863             |
| So, 29.10., 15:15 Uhr | TV Nellingen             | 11:17       | TSB 1847 Ravensburg           |
| So, 29.10., 16:00 Uhr | HC Gonsenheim            | 11:28       | TSV Rot-Weiß Auerbach         |
| So, 29.10., 17:00 Uhr | SC Lerchenberg           | 12:20       | TV Mainzlar                   |
| So, 29.10., 17:00 Uhr | TV Nußdorf               | 17:22       | DJK St. Michael Marpingen     |
| So, 29.10., 17:00 Uhr | VfL Neckargartach        | 26:16       | VfB Gießen                    |
| So, 29.10., 17:30 Uhr | TSV Pyrbaum              | 11:12       | TSF Ludwigsfeld               |
| So, 05.11., 15:30 Uhr | TSV Tempelhof-Mariendorf | 23:11       | TV 1892 Echterdingen          |

## 2. Hauptrunde
Qualifiziert waren für die 2. Hauptrunde folgende 31 Mannschaften, die hier nach ihrer Ligazugehörigkeit während der Saison 1989/90 aufgelistet sind.
 Gespielt wurde am 16. Dezember 1989.
| Bundesliga | 2. Bundesliga | Regionalliga                                                                                            | Oberliga                                   |
| - TV Lützellinden (TV) - TSV Bayer 04 Leverkusen - TSV GutsMuths Berlin - VfL Oldenburg - VfL Sindelfingen - 1. FC Nürnberg - TuS Eintracht Minden - PSV Grünweiß Frankfurt - Buxtehuder SV - VfL Neckargartach - TuS Alstertal - TSV Tempelhof-Mariendorf (TV) – Titelverteidiger | Staffel Nord - TSV Jarplund-Weding - SC Germania List - SG Olympia Brühl - SV Süd Braunschweig - MSV Duisburg - TuS Walle Bremen - SG Dülken Staffel Süd - DJK Würzburg - TV Mainzlar - TSV Rot-Weiß Auerbach - DJK SC Schwarz-Weiß Wiesbaden - DJK St. Michael Marpingen - TSF Ludwigsfeld | Nord - TSV Nord Harrislee - SV Hellern 1924 Berlin - ASC Spandau West - 1. FC Köln Süd - TSV Weilimdorf | Oberliga Württemberg - TSB 1847 Ravensburg |

### Gruppe Nord
| Datum          | Heimmannschaft      | Ergebnis | Gastmannschaft          |
| -------------- | ------------------- | -------- | ----------------------- |
| Sa, 16.12.1989 | SV Süd Braunschweig | 25:31    | Buxtehuder SV           |
| Sa, 16.12.1989 | TuS Walle Bremen    | 29:24    | MSV Duisburg            |
| Sa, 16.12.1989 | SG Dülken           | 16:34    | VfL Oldenburg           |
| Sa, 16.12.1989 | 1. FC Köln          | 10:90    | TSV Jarplund-Weding     |
| Sa, 16.12.1989 | TSV Nord Harrislee  | 19:23    | SC Germania List        |
| Sa, 16.12.1989 | TuS Alstertal       | 11:29    | TSV Bayer 04 Leverkusen |
| Sa, 16.12.1989 | SV Hellern 1924     | 12:21    | TuS Eintracht Minden    |
| Freilos:       | SG Olympia Brühl 2  |          |                         |

### Gruppe Süd
| Datum          | Heimmannschaft                | Ergebnis    | Gastmannschaft           |
| -------------- | ----------------------------- | ----------- | ------------------------ |
| Sa, 16.12.1989 | VfL Neckargartach             | 27:30       | PSV Grünweiß Frankfurt   |
| Sa, 16.12.1989 | ASC Spandau                   | 09:31       | TV Lützellinden          |
| Sa, 16.12.1989 | TSB 1847 Ravensburg           | 16:14       | DJK Würzburg             |
| Sa, 16.12.1989 | DJK St. Michael Marpingen     | 15:16       | TV Mainzlar              |
| Sa, 16.12.1989 | DJK SC Schwarz-Weiß Wiesbaden | 22:24 n. V. | TSV Rot-Weiß Auerbach    |
| Sa, 16.12.1989 | TSV GutsMuths Berlin          | 24:22 n. V. | VfL Sindelfingen         |
| Sa, 16.12.1989 | TSF Ludwigsfeld               | 15:19       | TSV Tempelhof-Mariendorf |
| Sa, 16.12.1989 | TSV Weilimdorf                | 14:15       | 1. FC Nürnberg           |

## Achtelfinale
Qualifiziert waren für das Achtelfinale folgende 16 Mannschaften, die hier nach ihrer Ligazugehörigkeit während der Saison 1989/90 aufgelistet sind.
 Gespielt wurde vom 6. Januar bis 3. Februar 1990.
| Bundesliga | 2. Bundesliga | Regionalliga      | Oberliga                                   |
| - TV Lützellinden (TV) - TSV Bayer 04 Leverkusen - TSV GutsMuths Berlin - VfL Oldenburg - 1. FC Nürnberg - TuS Eintracht Minden - PSV Grünweiß Frankfurt - Buxtehuder SV - TSV Tempelhof-Mariendorf (TV) – Titelverteidiger | Staffel Nord - SC Germania List - SG Olympia Brühl - TuS Walle Bremen Staffel Süd - TV Mainzlar - TSV Rot-Weiß Auerbach | West - 1. FC Köln | Oberliga Württemberg - TSB 1847 Ravensburg |

| Datum          | Heimmannschaft      | Ergebnis    | Gastmannschaft           |
| -------------- | ------------------- | ----------- | ------------------------ |
| Sa, 06.01.1990 | TuS Walle Bremen    | 19:12       | TSV Rot-Weiß Auerbach    |
| Sa, 06.01.1990 | SC Germania List    | 17:15       | TuS Eintracht Minden     |
| Sa, 06.01.1990 | TV Lützellinden     | 26:11       | 1. FC Nürnberg           |
| Sa, 06.01.1990 | Buxtehuder SV       | 28:24       | TSV Tempelhof-Mariendorf |
| Sa, 06.01.1990 | TSB 1847 Ravensburg | 12:27       | VfL Oldenburg            |
| Sa, 06.01.1990 | TV Mainzlar         | 11:28       | TSV Bayer 04 Leverkusen  |
| Sa, 06.01.1990 | 1. FC Köln          | 16:29       | PSV Grünweiß Frankfurt   |
| Sa, 03.02.1990 | SG Olympia Brühl    | 24:23 n. V. | TSV GutsMuths Berlin     |

## Viertelfinale
Qualifiziert waren für das Viertelfinale folgende acht Mannschaften, die hier nach ihrer Ligazugehörigkeit während der Saison 1989/90 aufgelistet sind.
 Gespielt wurde am 22. April 1990.
| Bundesliga | 2. Bundesliga                                                         |
| - TV Lützellinden (TV) - TSV Bayer 04 Leverkusen - VfL Oldenburg - PSV Grünweiß Frankfurt - Buxtehuder SV (TV) – Titelverteidiger | Staffel Nord - SC Germania List - SG Olympia Brühl - TuS Walle Bremen |

| Datum          | Heimmannschaft          | Ergebnis | Gastmannschaft   |
| -------------- | ----------------------- | -------- | ---------------- |
| So, 22.04.1990 | Buxtehuder SV           | 24:23    | VfL Oldenburg    |
| So, 22.04.1990 | TuS Walle Bremen        | 29:11    | SG Olympia Brühl |
| So, 22.04.1990 | TSV Bayer 04 Leverkusen | 28:13    | SC Germania List |
| So, 22.04.1990 | PSV Grünweiß Frankfurt  | 22:27    | TV Lützellinden  |

## Halbfinale
Qualifiziert waren für das Halbfinale folgende vier Mannschaften, die hier nach ihrer Ligazugehörigkeit während der Saison 1989/90 aufgelistet sind.
 Gespielt wurde am 9. Mai 1990.
| Bundesliga                                                                               | 2. Bundesliga                   |
| - TV Lützellinden (TV) - TSV Bayer 04 Leverkusen - Buxtehuder SV (TV) – Titelverteidiger | Staffel Nord - TuS Walle Bremen |

| Datum           | Heimmannschaft          | Ergebnis | Gastmannschaft   |
| --------------- | ----------------------- | -------- | ---------------- |
| Mi, 0.9.05.1990 | Buxtehuder SV           | 18:17    | TuS Walle Bremen |
| Mi, 0.9.05.1990 | TSV Bayer 04 Leverkusen | 15:20    | TV Lützellinden  |

## Finale DHB-Pokal
Das Finale um den DHB-Pokal, das aus Hin- und Rückspiel bestand, wurde am 24. und 27. Mai 1990 zwischen Titelverteidiger TV Lützellinden und dem Buxtehuder SV ausgetragen. Den Pokal sicherte sich zum zweiten Mal die Mannschaft vom TV Lützellinden, die im Finale Buxtehude mit 50:41 (Hinspiel 31:23, Rückspiel 19:18) besiegte.
| Datum                   |                 | Gesamt |               | Hinspiel | Rückspiel |
| ----------------------- | --------------- | ------ | ------------- | -------- | --------- |
| Do 24. Mai / So 27. Mai | TV Lützellinden | 50:41  | Buxtehuder SV | 31:23    | 19:18     |